# دسته-آ ۱۹۹۹
آمار مرتبط با لیگ دسته-آ بوتان در فصل سال ۱۹۹۹.

## بررسی اجمالی
باشگاه فوتبال دروک پول برنده این دوره از مسابقات شد.